# Tegaron
Tegaron is een bestuurslaag in het regentschap Semarang van de provincie Midden-Java, Indonesië. Tegaron telt 5081 inwoners (volkstelling 2010).